# Brembate
Brembate [bɾemˈbaːte] (Brembàt [bɾɛmˈbat] in dialetto bergamasco), noto anche come Brembate di Sotto, è un comune italiano di 8 720 abitanti della provincia di Bergamo in Lombardia.

## Geografia fisica
È situato nella pianura occidentale e attraversato dal fiume Brembo.

## Storia
La storia del paese ha origini antichissime, risalenti al neolitico, come testimoniano numerosi ritrovamenti avvenuti sul territorio comunale. I ritrovamenti riguardano sepolture accompagnate da monili vari databili attorno all'età del ferro (V secolo a.C.), ma anche vari attrezzi inerenti al periodo in cui nella zona arrivarono i Galli Cenomani.
In seguito il territorio subì un ulteriore sviluppo in epoca romana, quando i nuovi dominatori sfruttarono la posizione strategica del paese. Posto sulle rive del fiume Brembo, che poco distante si getta nelle acque del fiume Adda, sorgeva in una zona attualmente denominata Isola bergamasca, nella quale transitavano importanti strade di comunicazione.
Successivamente si susseguirono le dominazioni dei Longobardi prima e dei Franchi poi. È proprio a questo periodo che risale il primo documento in cui si attesta l'esistenza del borgo di Brembate: in un atto redatto nel 962 si citano con il nome di Brembati inferior alcuni territori di proprietà di Berengario II e di sua moglie. Si narra che fu proprio il suddetto regnante ad avviare la costruzione di un imponente castello che assunse una notevole importanza durante il periodo medievale.
Il suddetto maniero fu in seguito assegnato, unitamente alle terre circostanti, dall'imperatore Federico Barbarossa Hohenstaufen ai signori milanesi dei Visconti.
Anche in queste zone si verificarono notevoli scontri tra le opposte fazioni dei guelfi e dei ghibellini, che alternarono il possesso del castello di Grignano, località in cui era posta la fortificazione. Le numerose lotte segnarono gli abitanti, sottoposti successivamente ad ulteriori scontri tra le truppe del Ducato di Milano e quelle della Repubblica di Venezia. Furono queste ultime a prevalere, annettendo nella Serenissima il territorio comunale nel 1423.
Tuttavia la pace e la tranquillità non potevano essere considerate acquisite, poiché nel 1483 il Duca di Calabria, alleato con il [Duca di Milano], attaccò il paese con il proprio esercito e lo rase completamente al suolo. Si trattò di una tremenda punizione per la popolazione, duramente provata da secoli di guerre ma anche di numerose ondate di carestie e di epidemie di peste, che avevano notevolmente ridotto il numero degli abitanti.
Successivamente la situazione si stabilizzò, con i Veneziani che comandarono fino al termine del XVIII secolo. A questi subentrarono gli austriaci, che mantennero il possesso della zona fino all'annessione nel Regno d'Italia. Alla Spedizione dei Mille, evento che sancì l'unificazione, contribuì anche Brembate con due propri abitanti: uno morì nei pressi di Napoli nella Battaglia del Volturno, l'altro, Vittore Tasca, fu un importante personaggio dell'epoca che ricoprì il ruolo di parlamentare per più mandati.
Gli anni successivi videro il paese trasformarsi da piccolo centro rurale ad importante centro industriale, anche a causa della vicinanza con il centro Crespi d'Adda, posto ai margini dei confini comunali.
Soltanto nel 1928 il comune assunse le attuali dimensioni, quando vennero accorpati i comuni di Brembate di Sotto e Grignano nel nuovo comune di Brembate.

### Simboli
Lo stemma e il gonfalone del comune di Brembate sono stati concessi con decreto del presidente della Repubblica del 29 gennaio 2003.
Le tre stelle di cinque raggi sono un omaggio ai combattenti che hanno versato il sangue per la loro terra; la pannocchia di granturco e le spighe di grano rappresentano la coltivazione dei cereali di un territorio a vocazione agricola; nella parte inferiore, sono raffigurate in maniera alquanto stilizzata le due arcate del ponte romanico di Brembate.
Il gonfalone è un drappo di bianco con la bordatura di azzurro.

## Monumenti e luoghi d'interesse

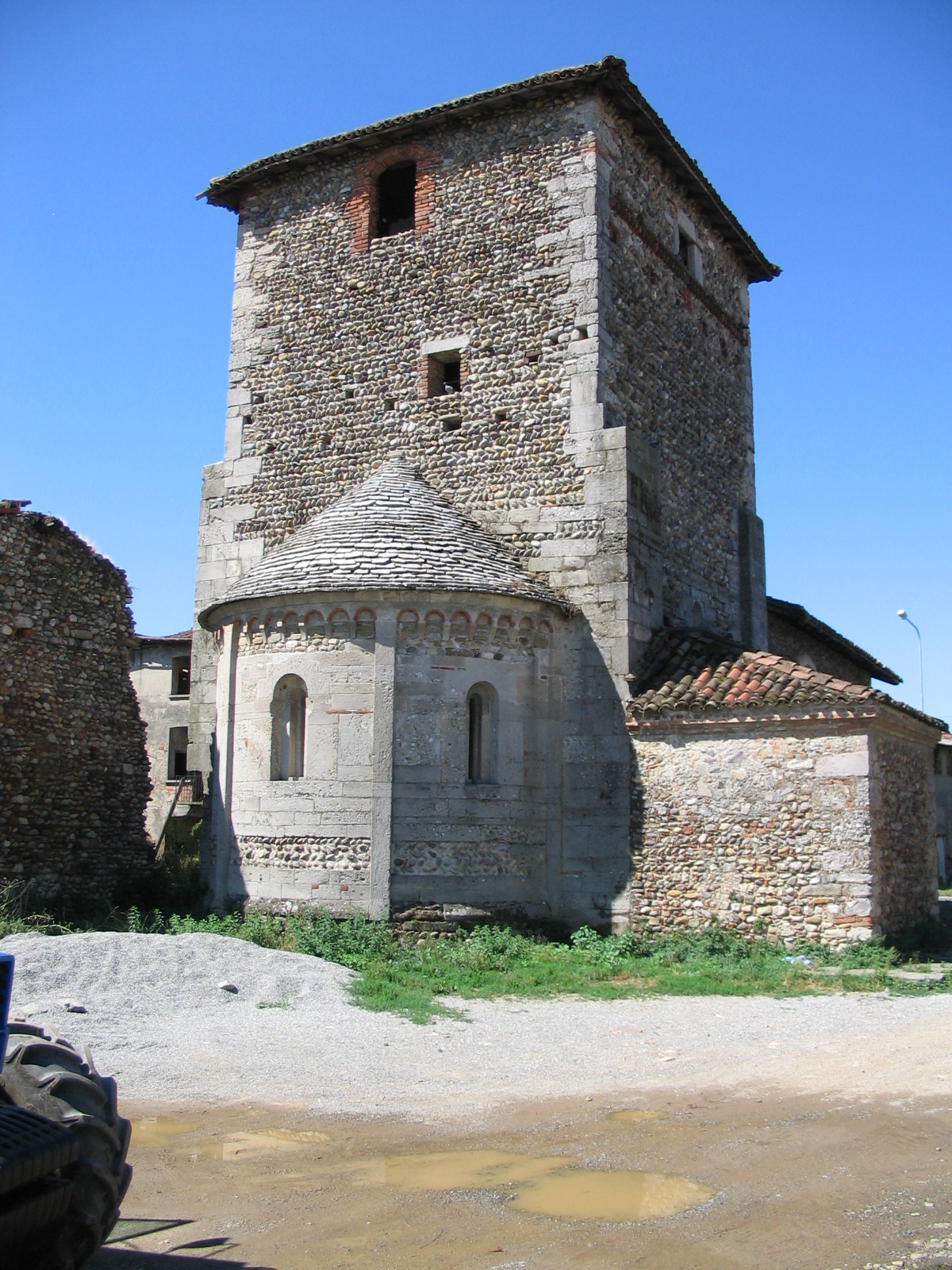
Chiesa dei Santi Fermo e Rustico in Bedesco

Notevole interesse riveste il santuario di San Vittore, piccola chiesetta in stile romanico risalente al X secolo al di sotto della quale vi è una grotta visitabile in cui vi è, fra l'altro una bella fontanella in pietra di epoca medievale ed un gruppo di statue rappresentanti la "deposizione" di Cristo. Il sopracitato documento risalente al 962, include infatti anche la citazione della Ecclesia sancti Victoris. Posto sulle rive del fiume Brembo, custodisce affreschi e dipinti di ottima fattura, disposti nella struttura su due piani. Inoltre ha sempre ricoperto un ruolo importante nella storia del paese, tanto che nel XVI secolo il borgo stesso veniva chiamato Brembate San Vittore.
Sempre in ambito sacro, molto importante è la chiesa parrocchiale dei Santi Faustino e Giovita. Edificata nel corso del XVII secolo in luogo di un precedente edificio di culto, conserva buone opere pittoriche di artisti locali.
È presente anche la parrocchia della frazione Grignano, dedicata ai santi Pietro e Paolo.
Sempre nella frazione, ai margini con il vicino comune di Filago, si trova la chiesa romanica di san Fermo e Rustico, antecedente all'anno 1000. Di essa spicca la poderosa torre inglobata nell'edificio stesso, mentre la struttura è composta da una sola navata a forma rettangolare, da una piccola abside semicircolare ed una facciata composta da blocchi di pietra chiara e mattoni a vista, elementi che la rendono un ottimo esempio dell'epoca medievale.
Altro edificio degno di nota è Villa Tasca. Risalente al XIX secolo e di proprietà di Vittore Tasca, dispone di alcune opere d'arte e di un parco che fu luogo d'incontro tra i garibaldini e personaggi importanti del tempo. Il parco è stato intitolato, il 29 ottobre 2022, ad Elena Tironi per la vita dedicata a biodiversità ed ambiente.
Infine si può trovare il ponte romanico che, costruito tra il XIV ed il XV secolo, è dotato di una struttura a due arcate, ora affiancata da altri due ponti utilizzati nella viabilità moderna.

## Società

### Evoluzione demografica
Abitanti censiti

## Infrastrutture e trasporti
Fra il 1890 e il 1953 la località era servita dalla tranvia Monza-Trezzo-Bergamo.

## Amministrazione
| Periodo        | Periodo        | Primo cittadino | Partito         | Carica  | Note   |
| -------------- | -------------- | --------------- | --------------- | ------- | ------ |
| 23 aprile 1995 | 13 giugno 1999 | Angelo Bonetti  | Centro          | Sindaco | [ 10 ] |
| 13 giugno 1999 | 13 giugno 2004 | Angelo Bonetti  | Lista civica    | Sindaco | [ 11 ] |
| 13 giugno 2004 | 7 giugno 2009  | Gabriella Plati | Lista civica    | Sindaco | [ 12 ] |
| 7 giugno 2009  | 26 maggio 2014 | Angelo Bonetti  | Lega Nord       | Sindaco | [ 13 ] |
| 26 maggio 2014 | 27 maggio 2019 | Mario Doneda    | Il comune amico | Sindaco | [ 14 ] |
| 27 maggio 2019 | 10 giugno 2024 | Mario Doneda    | Il comune amico | Sindaco | [ 15 ] |
| 10 giugno 2024 | in carica      | Luca Rosa       | Il comune amico | Sindaco | [ 16 ] |